# Sennius abbreviatus
Sennius abbreviatus là một loài bọ cánh cứng trong họ Bruchidae. Loài này được Say miêu tả khoa học năm 1824.